# التهاب المصليات التزججي

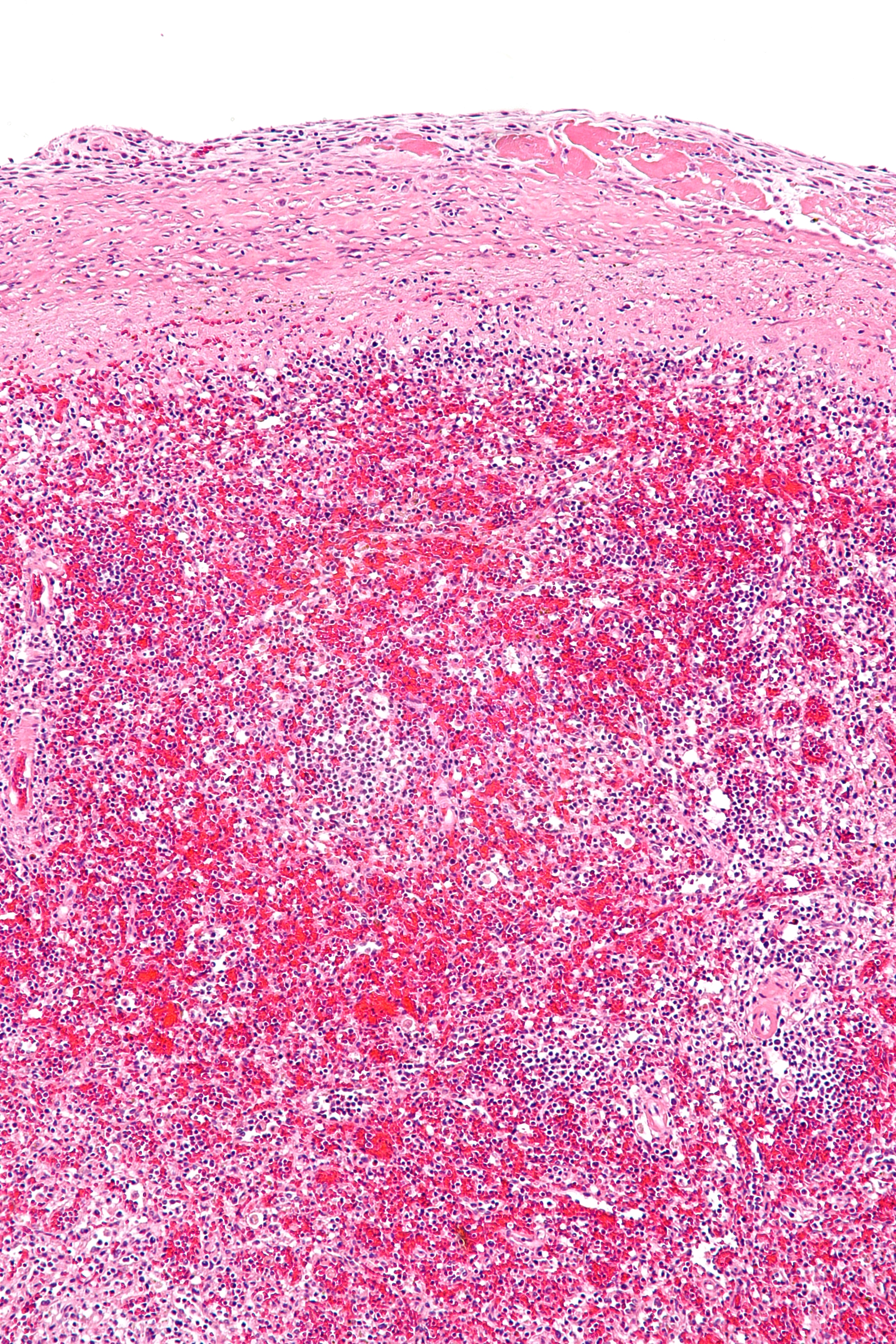
صورة مجهرية لالتهاب المصليات التزججي الذي يصيب الطحال (الطحال المكسو بالسكر).

يطلق مصطلح التهاب المصليات التزججي في علم الأمراض على تغليف الأعضاء على بهيالين متليف، مما يؤدي إلى التهاب في غشاء المصلية (التهاب المصلية) الذي يغطي العضو.
يعد الطحال أكثر الأعضاء التي تصاب بهذا النوع من الالتهابات ويسمى بالطحال المكسو بالسكر. كما يصاب به القلب ويسمى بالقلب الثلجي أو المتجلد ويصاب الكبد أيضا ويسمى بالكبد المكسو بالسكر أو الكبد الثلجي أو المتجلد.
يعد التهاب المصليات التزججي الذي يصيب الطحال مرضا حميدا، أي إنه لا يحتاج إلى علاج بالضرورة.